# Rivolta di Castellammare del Golfo
La rivolta di Castellammare del Golfo, meglio nota come rivolta contro i cutrara, fu la prima insorgenza antiunitaria dopo la proclamazione del Regno d'Italia, avvenuta tra il 1° e il 3 gennaio 1862.
La sanguinosa sommossa popolare, cui parteciparono circa 500 surci, ebbe come obbiettivo l'assalto alle case dei nobili, i cosiddetti cutrara, cioè coloro che si erano impossessati della cutra (la coperta), ovvero del benessere e del potere politico.
Ciò che scatenò questi moti popolari contro il nuovo stato, fu l’introduzione in Sicilia della leva militare obbligatoria, in vigore nel regno d'Italia, la legge per la sua estensione in Sicilia fu pubblicata sulla Gazzetta Ufficiale del 30 giugno 1861. Il servizio di leva, che durava sette anni, suscitò preoccupazione nelle tante famiglie di giovani siciliani che vivevano di manodopera che fuggirono andando a nascondersi nelle montagne che circondano Castellammare del Golfo.

## Antefatti
Dopo l’arrivo di Garibaldi il 22 giugno 1860 in occasione dello sbarco dei Mille e dopo la proclamazione del Regno d'Italia (1861), Castellammare, che aveva votato in maggioranza a favore nel plebiscito per l'annessione, fu la prima città a registrare una rivolta contro il regno d'Italia organizzata da parte dei notabili del precedente stato finiti in disparte. Il primo giorno di gennaio 1862 esplose la rivolta contro i “Cutrara" per la mancata attuazione delle promesse fatte e per le difficili condizioni in cui si trovava il popolo. 

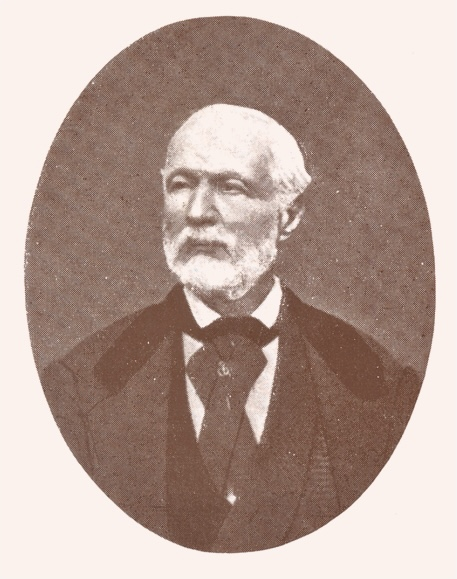
Pasquale Calvi

Erano detti "Cutrara" i filosabaudi che, dopo l'annessione della Sicilia al Regno d'Italia, a Castellammare si erano impadroniti di tutto. I loro maggiori esponenti erano Gioacchino Marcantonio (1813-1848), che fu “Presidente del Municipio", Francesco Saverio Borruso (1802-1862), comandante della Guardia Nazionale, Bartolomeo Asaro (1813-1862), commissario di leva e consuocero di Francesco Saverio Borruso, Pasquale Calvi (1794-1867), giurista e già membro del governo presieduto da Ruggero Settimo in seguito alla rivoluzione del '48, Giuseppe Marcantonio Plaia (1802-1874), già sindaco dal '48 al '50, Leonardo Calandra (1810-1870), medico, Giuseppe Calandra (1831-1915), figlio del precedente Leonardo, Giuseppe Marcantonio Coniglio (1812-1886), farmacista e sindaco quando scoppiò la rivolta, Simone Riggio (1809-?), che nel '48 era stato membro del parlamento siciliano, Gaspare Fundarò (1822-1869), che nel '66 sarebbe diventato delegato di pubblica sicurezza, Gioacchino Ferrantelli (1807-1885), non solo "cutrara", ma anche "amico di tutti".
Gli esponenti filoborbonici erano il notaio Andrea Di Blasi (1801-1876), abitante al numero civico 131 della Strada Grande (attuale corso Garibaldi), accusato di essere stato il principale fomentatore della rivolta, Leopoldo Coniglio (1791-1861), avvocato e notaio e anch'egli sindaco in epoca borbonica (dal '56 al '58), Antonino Costamante (1792-1876), che era stato sindaco dal '32 al '34 e poi ancora dal '37 al '40, Gaetano D’Anna (1814-1878), medico e sindaco dal '50 al '54 (in epoca sabauda sarebbe stato di nuovo sindaco dal '66 al '67), Gioacchino Borruso (1812-1892), genero del notaio Di Blasi, Pietro Costamante (1831-1902), figlio del precedente Antonino, Nicolò D’Anna, figlio del precedente Gaetano e, poi, sindaco immediatamente dopo suo padre (dal '67 al ’69), Antonino Cataldo (1812-1898), ultimo sindaco in epoca borbonica, Mariano Lombardo (1826-1901), notaio e anch’egli genero del notaio Di Blasi, Pietro Lombardo (1822-1893), capo dei rivoltosi.

## La sommossa

Il palazzo di Bartolomeo Asaro

Il 1º gennaio 1862 scoppiò la rivolta che, secondo Gaspare Nicotri, fu "così cannibalesca che disonora la specie umana".
Verso le ore 15 molti pastori e contadini, armati e con una bandiera rossa in mano, entrarono da porta Croce (odierna via Porta Fraginesi) al grido di “Abbasso la leva! Abbasso i cappeddi! Viva la repubblica", mentre con tono acceso chiamavano i compagni, che numerosi accorrevano a ingrossare le loro file, apportando il terrore. La città divenne un deserto; ognuno sbarrò le porte e si chiuse in casa propria o in casa di qualche amico. Il delegato di pubblica sicurezza Gaspare Fundarò, con quattro militi a cavallo, il dottor Borruso Francesco, comandante della guardia nazionale, il giudice Vincenzo Nicolaie e pochi carabinieri andarono animosamente incontro a loro per tentare di farli desistere dall'inconsulto proposito, ma vennero accolti a colpi di fucile. Visto l'enorme numero degli insorti e l'impossibilità di tener loro fronte, il delegato coi militi si rinchiuse in casa del cognato, il sacerdote Antonino Zangara, e il giudice Nicolai in casa del crocifero Pietro Coppola. I carabinieri vennero disarmati.
Sorte peggiore toccò a Francesco Borruso, che si era rinchiuso nella casa di un contadino, dove, scoperto, fu pugnalato, fucilato, schiacciato con una pietra da una donna, squartato e bruciato. I rivoltosi assalirono poi la casa di Bartolomeo Asaro, ne incendiarono la porta di ingresso e vi penetrarono.
La nuora Francesca Borruso, figlia dell'assassinato Francesco, cercò di scappare dal tetto, ma per lo spavento abortì due gemelli e venne poi uccisa con alcuni colpi di fucile. La casa andò in fiamme e Bartolomeo Asaro ed il figlio Girolamo, strappati dalle braccia dei loro cari, vennero fucilati e bruciati vivi. Vennero poi saccheggiate le case dei più noti liberali e quelle del sindaco Giuseppe Marcantonio e del dottore Calandra; alla dogana ruppero lo stemma e stracciarono la bandiera.
Corsero alle carceri e liberarono i detenuti; invasero la casa dell'esattore e si fecero consegnare il denaro che era in suo possesso. Dopo di che assalirono il palazzo municipale, la cancelleria giudiziaria e bruciano tutto: carte, registri, armadi, tavolini e biblioteca. Alla fine della sanguinosa giornata, al suono della banda musicale andarono alla Chiesa Madre ad intonare il Te Deum. In seguito intervennero il comandante dei soldati di Alcamo, Varvaro, con pochi militi e altri soldati e trovarono la morte per mano dei ribelli, che in quella rivolta fecero vittime cinque civili e quattro militari.
Le vittime aumentarono quando sbarcò la truppa comandata dal generale Pietro Quintini. La repressione militare della rivolta non si fece attendere e il 3 gennaio 1862, mentre un drappello di soldati si dirigeva verso Castellammare, due navi da guerra sbarcarono al porto centinaia di bersaglieri che diedero la caccia agli insorti mentre, dalle stesse navi, i cannoni sparavano verso la montagna sovrastante il paese. Durante le fasi dello sbarco persero la vita il capitano Carlo Mazzetti e sette bersaglieri.
Le truppe regie riuscirono a trovare in contrada “Villa Falconeria” un gruppetto di persone che si era ritirato in quella campagna forse per non trovarsi coinvolto negli scontri che avvenivano in paese. Qui i bersaglieri uccisero 6 persone:
- Mariana Crociata, cieca, analfabeta, di anni 30
- Marco Randisi di anni 45, storpio, bracciante agricolo, analfabeta
- Benedetto Palermo di anni 46, sacerdote[8]
- Angela Catalano, contadina, zoppa, analfabeta, di anni 50
- Angela Calamia, di anni 70, handicappata, analfabeta
- Antonino Corona, handicappato, di anni 70

I fucilati si erano precedentemente dati alla macchia per sfuggire alla caccia messa in atto nei loro confronti, avvalendosi anche dell'aiuto di alcuni latitanti che conoscevano grotte e forre dove potere nascondersi.

## Angela Romano
Nella lista delle vittime viene solitamente inclusa, all'interno della pubblicistica neoborbonica e sicilianista, anche la bambina di 8 anni Angela o Angelina Romano, sebbene non sia mai stato confermato se questa sia stata effettivamente uccisa in un'esecuzione sommaria da parte del Regio Esercito oppure morta accidentalmente nel corso degli scontri in quanto di essa è presente solo un'annotazione nel registro dei defunti tenuto presso la chiesa Madre del paese in cui non viene specificato il motivo della morte ma solo che essa è imputabile ai moti di quei giorni. In Italia ci sono quattro vie dedicate ad Angela Romano. Esse sono ubicate: una in Sicilia a Castellammare del Golfo, una nel Lazio a Gaeta e due in Calabria. A Lamezia Terme la nuova denominazione della via avvenne con la sostituzione del precedente toponimo dedicato a Enrico Cialdini.

## La rivolta contro i cutrara nella poesia
La rivolta di Castellammare del Golfo ed in particolare la morte della piccola Angela Romano hanno stimolato la scrittura di diverse poesie. Tra le più note la ballata popolare scritta da Nino Aquila, nella quale i versi in corsivo rappresentano parte di una filastrocca di epoca borbonica che, ancora alla vigilia del secondo conflitto mondiale, i bambini siciliani erano usi a cantare.